# DARAM
DARAM eller Dual-Access RAM är ett datorminne som kan utföra två accesser per cykel, till skillnad från SARAM som enbart kan utföra en access per cykel. Denna typ av minne ger alltså möjlighet för två läsningar, två skrivningar, alternativt en skriv- och en läsaccess till minnet samtidigt.
Det används till exempel i vissa av Texas Instruments (TI) processorer.